# Abalgamasch
Abalgamaš (24. Jahrhundert v. Chr.) war König von Paraḫšum in der Stadt Warahši, einem nördlichen Nachbarn Elams. Er ist vor allem aus Erzählungen des akkadischen Königs Rimuš bekannt, gegen den er gemeinsam mit Hišep-Ratep von Elam einen Krieg führte. Der Krieg entschied sich in einer Schlacht bei Susa, die Rimuš gewann. Dieser nahm seinen Angaben zufolge insgesamt 4000 Kriegsgefangene und erbeutete größere Mengen von Gold und Kupfer, die er anschließend Enlil in Nippur weihte.